# Hamilton Mountain
Pour les articles homonymes, voir Hamilton.
Circonscription électorale fédérale du Canada
Hamilton Mountain est une circonscription électorale fédérale et provinciale en Ontario.

## Géographie
La circonscription est située dans le sud de l'Ontario et représente le centre-ville de la ville d'Hamilton.
Depuis le redécoupage électoral de 2022-2023, les circonscriptions limitrophes sont Flamborough—Glanbrook—Brant-Nord, Hamilton-Ouest—Ancaster—Dundas, Hamilton-Centre et Hamilton-Est—Stoney Creek.
Après le redécoupage de 2013, les circonscriptions limitrophes étaient Hamilton-Centre, Hamilton-Est—Stoney Creek, Flamborough—Glanbrook et Hamilton-Ouest—Ancaster—Dundas. En 2011, les circonscriptions limitrophes étaient Ancaster—Dundas—Flamborough—Westdale, Hamilton-Centre, Hamilton-Est—Stoney Creek et Niagara-Ouest—Glanbrook.

## Historique
La circonscription d'Hamilton Mountain est créée en 1966 à partir des circonscriptions d'Ancaster—Dundas—Flamborough—Aldershot, Hamilton-Sud, Hamilton-Ouest, Stoney Creek et Wentworth.
Lors du redécoupage électoral de 2022-2023, la circonscription gagne au sud la partie entre le chemin Rymal Ouest et la ligne de transport d'électricité, au détriment de la circonscription de Flamborough—Glanbrook, renommée Flamborough—Glanbrook—Brant-Nord,.

## Députés
| Législature | Années | Député | Parti | Parti |
| Hamilton-Ouest issue d'Ancaster—Dundas—Flamborough—Aldershot, Hamilton-Sud, Hamilton-Ouest, Stoney Creek et Wentworth | Hamilton-Ouest issue d'Ancaster—Dundas—Flamborough—Aldershot, Hamilton-Sud, Hamilton-Ouest, Stoney Creek et Wentworth | Hamilton-Ouest issue d'Ancaster—Dundas—Flamborough—Aldershot, Hamilton-Sud, Hamilton-Ouest, Stoney Creek et Wentworth | Hamilton-Ouest issue d'Ancaster—Dundas—Flamborough—Aldershot, Hamilton-Sud, Hamilton-Ouest, Stoney Creek et Wentworth | Hamilton-Ouest issue d'Ancaster—Dundas—Flamborough—Aldershot, Hamilton-Sud, Hamilton-Ouest, Stoney Creek et Wentworth |
| --- | --- | --- | --- | --- |
| 28e | 1968–1972 | Gordon J. Sullivan | | Libéral |
| 29e | 1972–1974 | Duncan Beattie | | Conservateur |
| 30e | 1974–1979 | Gus MacFarlane | | Libéral |
| 31e | 1979–1980 | Duncan Beattie | | Conservateur |
| 32e | 1980–1984 | Ian Deans | | Nouveau Parti démocratique                                                                                            |
| 33e | 1984–1986 | Ian Deans | | Nouveau Parti démocratique                                                                                            |
| 33e | 1987–1988 | Marion Dewar | | Nouveau Parti démocratique                                                                                            |
| 34e | 1988–1993 | Beth Phinney | | Libéral |
| 35e | 1993–1997 | Beth Phinney | | Libéral |
| 36e | 1997–2000 | Beth Phinney | | Libéral |
| 37e | 2000–2004 | Beth Phinney | | Libéral |
| 38e | 2004–2006 | Beth Phinney | | Libéral |
| 39e | 2006–2008 | Chris Charlton | | Nouveau Parti démocratique                                                                                            |
| 40e | 2008–2011 | Chris Charlton | | Nouveau Parti démocratique                                                                                            |
| 41e | 2011–2015 | Chris Charlton | | Nouveau Parti démocratique                                                                                            |
| 42e | 2015–2019 | Scott Duvall | | Nouveau Parti démocratique                                                                                            |
| 43e | 2019–2021 | Scott Duvall | | Nouveau Parti démocratique                                                                                            |
| 44e | 2021–2025 | Lisa Hepfner | | Libéral |
| 45e | 2025–en cours | Lisa Hepfner | | Libéral |